# بوجا كومار
بوجا كومار هي عارضة ومذيعة ومنتجة تلفزيونية وممثلة هندية، ولدت في 4 فبراير 1977 بسانت لويس في الولايات المتحدة.

## أعمال

### أفلام
- (2008) سيتا تغني البلوز
- (2012) رجل على حافة[3][4]

### مسلسلات
- تشاك

## وصلات خارجية
- بوجا كومار على موقع IMDb (الإنجليزية)
- بوجا كومار على موقع ألو سيني (الفرنسية)
- بوجا كومار على موقع أول موفي (الإنجليزية)
- بوجا كومار على موقع قاعدة بيانات الفيلم (الإنجليزية)
- بوجا كومار على موقع كينوبويسك (الروسية)